# Woodland Opera House
Le Woodland Opera House est monument listé au Registre national des lieux historiques de la ville de Woodland. Il est l'un des quatre opéras du XIXe siècle à être encore opérationnel en Californie.

## Source de la traduction
- (en) Cet article est partiellement ou en totalité issu de l’article de Wikipédia en anglais intitulé « Woodland Opera House » (voir la liste des auteurs).